# Macledium zeyheri
Macledium zeyheri là một loài thực vật có hoa trong họ Cúc. Loài này được (Sond.) S.Ortiz mô tả khoa học đầu tiên năm 2001.